# Hydac
Hydac ist ein Familienunternehmen mit Hauptsitz in Sulzbach/Saar, Deutschland. Der Firmenverbund entwickelt und vertreibt Komponenten, Systeme und Services für industrielle und mobile Anwendungen. In 14 Produktbereichen werden neben klassischen Hydraulikprodukten, wie Hydrospeicher, Ventile und Filter, auch Systeme für verschiedene Branchen und Anwendungen für Elektromobilität und Wasserstoff produziert. Das Industrieunternehmen hat einen Jahresumsatz von über 1,6 Milliarden Euro und beschäftigt rund 10.000 Mitarbeitende.

## Geschichte

### Gründung
Das Unternehmen wurde 1963 als Hydac GmbH in einer 200 Quadratmeter großen Wellblechhalle im Saarland gegründet. Der Name Hydac steht für Hydraulic Accessory und Hydraulic Accumulator und das Logo greift das Symbol eines Blasenspeichers auf. Zunächst war das Unternehmen in der Entwicklung und dem Vertrieb von Speichertechnik tätig. Es folgte die Entwicklung von Hydrospeichern und Filtertechnik.

### Expansion
Nach zehn Jahren am deutschen Markt begann Hydac die Expansion in Europa. 1973 erfolgte der Einstieg im österreichischen Markt und 1975 expandierte das Unternehmen nach Frankreich. 1980 expandierte Hydac nach Schweden.
Außerhalb von Europa wurde Hydac erstmalig 1982 tätig, mit der Expansion in die Vereinigten Staaten. 1985 begann das Unternehmen, Energiespeicher für Airbus-Flugzeuge zu entwickeln und zu vertreiben. Innerhalb von knapp 20 Jahren wurden mehr als 10.000 Energiespeicher ausgeliefert. In den 1990er Jahren expandierte der Firmenverbund erstmalig in den asiatischen Raum mit Vertriebsgesellschaften in Singapur, China, Südkorea und Japan.
Daneben erweiterte Hydac auch die Geschäftsfelder, für welche teils eigene neue Unternehmen gegründet wurden. Zu dieser Zeit begann die Herstellung von Sensorik, Mess- und Steuerungstechnik sowie die Entwicklung von Zubehör für Befestigungstechnik. Zusätzlich entwickelte man Produkte für die Prozesstechnik, beispielsweise mit automatischen Rückspülfiltern.
Auch die Zusammenarbeit mit Universitäten und Hochschulen für Technik und Wirtschaft wurde in dieser Zeit ausgebaut. So wurden unter anderem ein Filter ohne elektrostatische Entladung entwickelt sowie Trockensumpfschmierung für Windkraftanlagen samt eines ökologischen Schmierstoffes.
Im Jahr 1999 wuchs das Unternehmen auf weltweit rund 2000 Mitarbeitende an. In den folgenden Jahren baute Hydac die Aktivitäten in Osteuropa aus. Die Dienstleistungen der Niederlassungen wurden ausgebaut und die Herstellung sowie der Vertrieb eigener Produkte im Ausland wurde ebenfalls erhöht. 2003 bot Hydac bereits über 50.000 verschiedene Komponenten an.
Im Januar 2013 nahm der Firmenverbund im Ranking der 500 größten Familienunternehmen Deutschlands der Zeitschrift Wirtschaftsblatt Platz 143 ein.

### Neuere Entwicklungen
2014 investierte Hydac 2,5 Millionen Euro in den Standort in Dudweiler, ⁣⁣um ein Ausbildungszentrum für Mitarbeiter, Kunden und Service-Partner zu errichten.
In den folgenden Jahren baute Hydac seine Kooperationen und Beteiligungen weiter aus. Zusammen mit Engiro entwickelte Hydac Elektromotoren und ein Lithium-Ionen Batteriesystem wurde erstmalig zusammen mit Invenox angeboten. 2022 erwarb Hydac eine Beteiligung am Unternehmen Funke Plattenwärmetauscher Apparatebau aus Gronau.
2024 stieg die Anzahl des Hydac Firmenverbunds auf 32 rechtlich selbständige Gesellschaften. Laut der IHK gehörte die Hydac International GmbH im selben Jahr zu den 50 größten Industriebetrieben im Saarland.

## Unternehmensstruktur
Hydac ist ein Firmenverbund, der Komponenten und Systeme sowie Dienstleistungen für die Industriebereiche Hydraulik, Fluidtechnik, Engineering und elektronische Steuerungstechnik herstellt und vertreibt. Die Unternehmen des Verbunds sind familiengeführt und maßgebliche Gesellschafter sind die Familien Dieter und Schön. Der Sitz befindet sich im saarländischen Sulzbach. Zu Hydac gehören 50 Landesgesellschaften sowie 500 Vertriebs- und Servicepartner. Weltweit werden mehr als 10.000 Mitarbeiter beschäftigt, davon rund 900 Ingenieure.
Hydac verfügt über Produktionsstandorte in den Vereinigten Staaten, Indien, China, Südkorea, England, Schweiz, Schweden, Polen, Tschechien und Slowakei. Außerhalb von Deutschland wird Hydac durch die Hydac International GmbH vertreten. Diese ist weltweit in diversen Industrieländern tätig und arbeitet dort mit verschiedenen Tochtergesellschaften zusammen, welche jeweils ihre eigenen Abteilungen für Produktion, Marketing, Service und Vertrieb besitzen.

## Produkte
Hydac entwirft, produziert und liefert individuelle Maschinen, Werkzeuge, Apparate, Anlagen, Systeme und Geräte für diverse technische Anwendungen. Die Produkte und Dienstleistungen von Hydac werden in 14 Produktbereiche eingeteilt: Aggregate und Systeme, Antriebstechnik und Zylinder, Armaturen, Batteriesysteme und Elektromotoren, Befestigungen, Filtration, Fluidpflege, Hydrospeicher, Pumpen, Sensorik, Software, Steuerungstechnik, Thermomanagement sowie Training und Service.
Das Unternehmen entwickelt und erprobt neue Technologien zur Optimierung hydraulischer Systeme. Mithilfe von Simulationsmethoden wie der numerischen Strömungsmechanik werden Strömungsverhalten und Systemarchitekturen analysiert. Die Forschung im Bereich der Filter- und Fluidpflegetechnologie zielt darauf ab, den Energieverbrauch zu reduzieren und die Betriebssicherheit industrieller Anwendungen zu erhöhen.
In der Hydro-Filtertechnik und der Hydro-Speichertechnik sieht Hydac sich nach eigenen Angaben als Marktführer. Zu den Entwicklungen gehören Filterelemente, die den Verschleiß in hydraulischen Systemen verringern und elektrostatische Entladungen minimieren. Darüber hinaus werden intelligente Sensoren zur Echtzeitüberwachung von Fluidzuständen eingesetzt, um eine präzisere Steuerung und Wartung zu ermöglichen.

### Branchen
Hydac-Produkte sind in nahezu allen Industriebranchen vertreten, sowohl bei mobilen Arbeitsmaschinen als auch in stationären Branchen. Dazu gehören Branchen wie Maschinenbau, Energie- und Anlagenbau, Verfahrenstechnik, Automobilbereich, Wasserstoff, Automatisierungstechnik, Umwelttechnik sowie Luft- und Raumfahrt.

## Forschung und Entwicklung
Jährlich investiert Hydac 5 % des Umsatzes in die Forschung und Entwicklung. Für die Aktivitäten im Bereich Forschung und Entwicklung kooperiert Hydac zudem mit diversen Institutionen und Vereinen, darunter die Hochschule Esslingen und die Universität des Saarlandes. Weiterhin war Hydac an der Finanzierung einer Forschungsstelle an der Hochschule für Technik und Wirtschaft des Saarlandes beteiligt.
Hydac ist zudem Teil der Wasserstoff-Runde-Südwest, einem Netzwerk aus Südwestdeutschland, welches die Entwicklung von Wasserstofftechnologien vorantreibt. Durch das Netzwerk soll die Zusammenarbeit hinsichtlich Wasserstofftechnologien auf politischer, wissenschaftlicher und industrieller Ebene erleichtert werden.

## Kritik
Im Oktober 2015 äußerte die IG Metall Kritik an der gesellschaftsrechtlichen Struktur der Hydac-Gruppe und deren negativen Auswirkungen auf die Beschäftigten. Kritisiert wurde insbesondere die Aufsplittung der Gruppe in viele Einzelgesellschaften. Hierdurch würden u. a. die Vorschriften des Teilzeit- und Befristungsgesetzes unterlaufen. Auch seien dadurch Kettenbefristungen bei befristeten Arbeitsverträgen möglich. Es wurde auch bemängelt, dass Hydac regelmäßig neue Gesellschaften gründe, wenn die Mitarbeiterzahl einer Gesellschaft sich der 500er-Marke nähere. So solle versucht werden, Mitspracherechte der Arbeitnehmer im Aufsichtsrat zu verhindern. Hydac wies die Vorwürfe zurück und erklärte, es sei 2013 nur in 13 Fällen vorgekommen, dass Mitarbeiter in einer anderen Hydac Gesellschaft weiterbeschäftigt wurden. Zusätzlich sei der Großteil der Festangestellten ehemalige befristete Mitarbeiter und die jährlich steigende Mitarbeiterzahl widerspreche den Vorwürfen der IG Metall ebenfalls.